# Sandok, il Maciste della jungla
Sandok, il Maciste della jungla è un film del 1964 diretto da Umberto Lenzi.